# Núi Titano
Núi Titano (tiếng Ý: Monte Titano) là một núi thuộc dãy núi Apennine, nằm trong lãnh thổ nước cộng hòa San Marino, ngay phía đông của thành phố San Marino, thủ đô của nước cộng hòa này. Núi Titano là một núi đá vôi, cao 749 m, gồm có 3 ngọn, trên mỗi ngọn đều có một tháp gọi là tháp San Marino.
Theo truyền thuyết, Thánh Marinus đã lập một làng trên sườn núi này ngày 3.9.301. Làng này sau đó trở thành thành phố San Marino.
Núi Titano đã được UNESCO công nhận là di sản thế giới, cùng với Trung tâm lịch sử Marino, từ năm 2008 trong khóa họp thứ 32.

## Hình ảnh

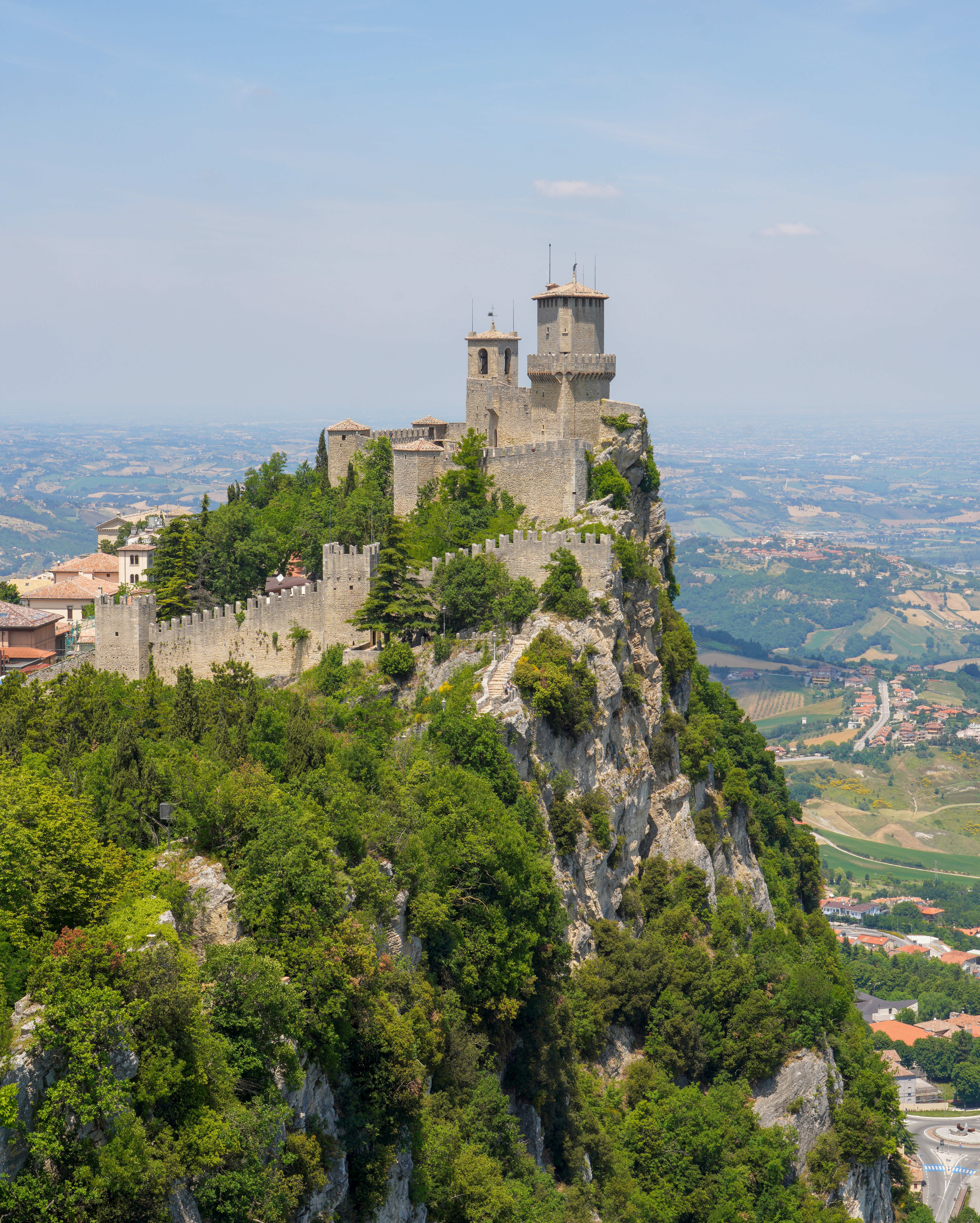
Pháo đài Guaita
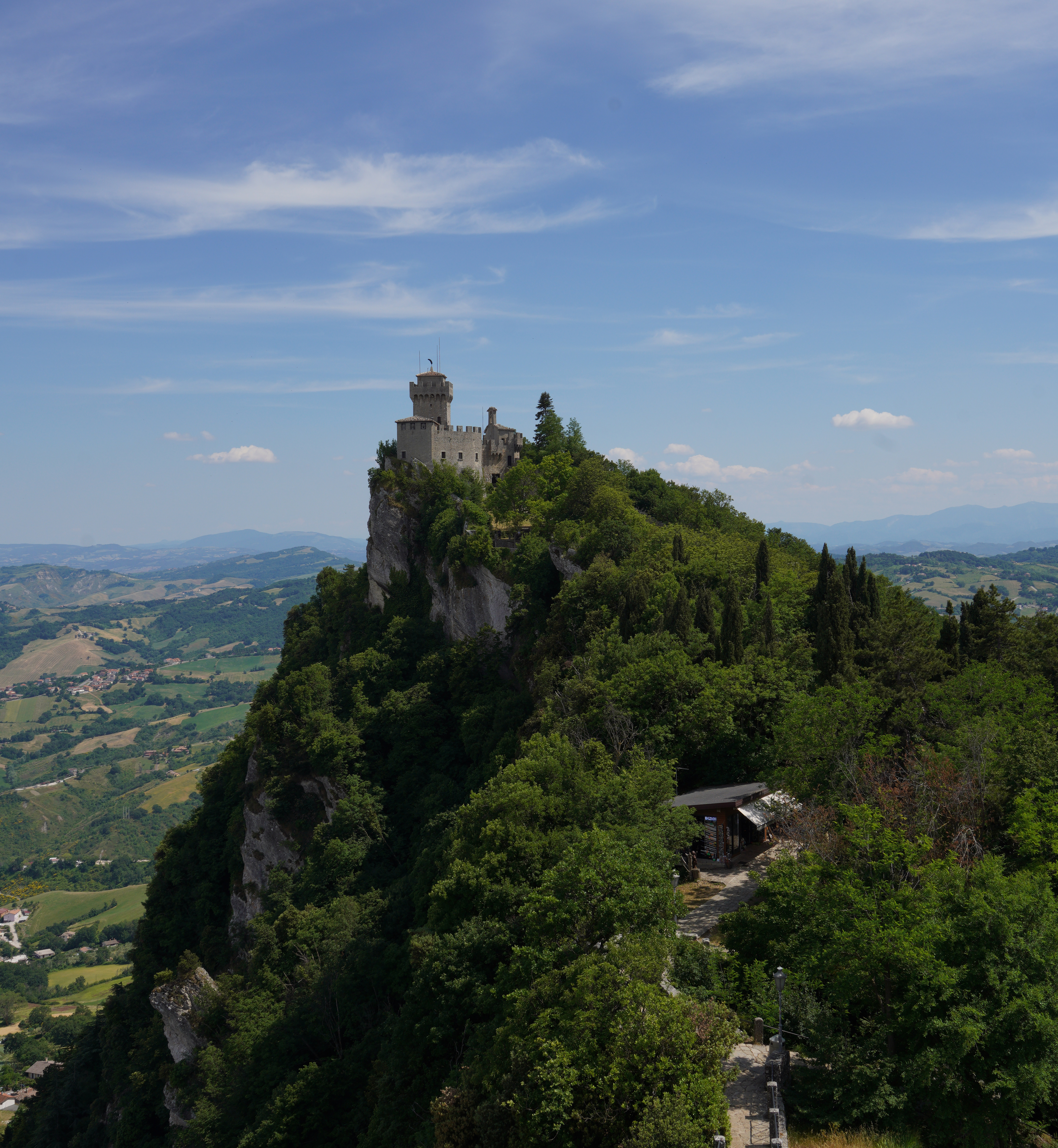
Tháp Cesta
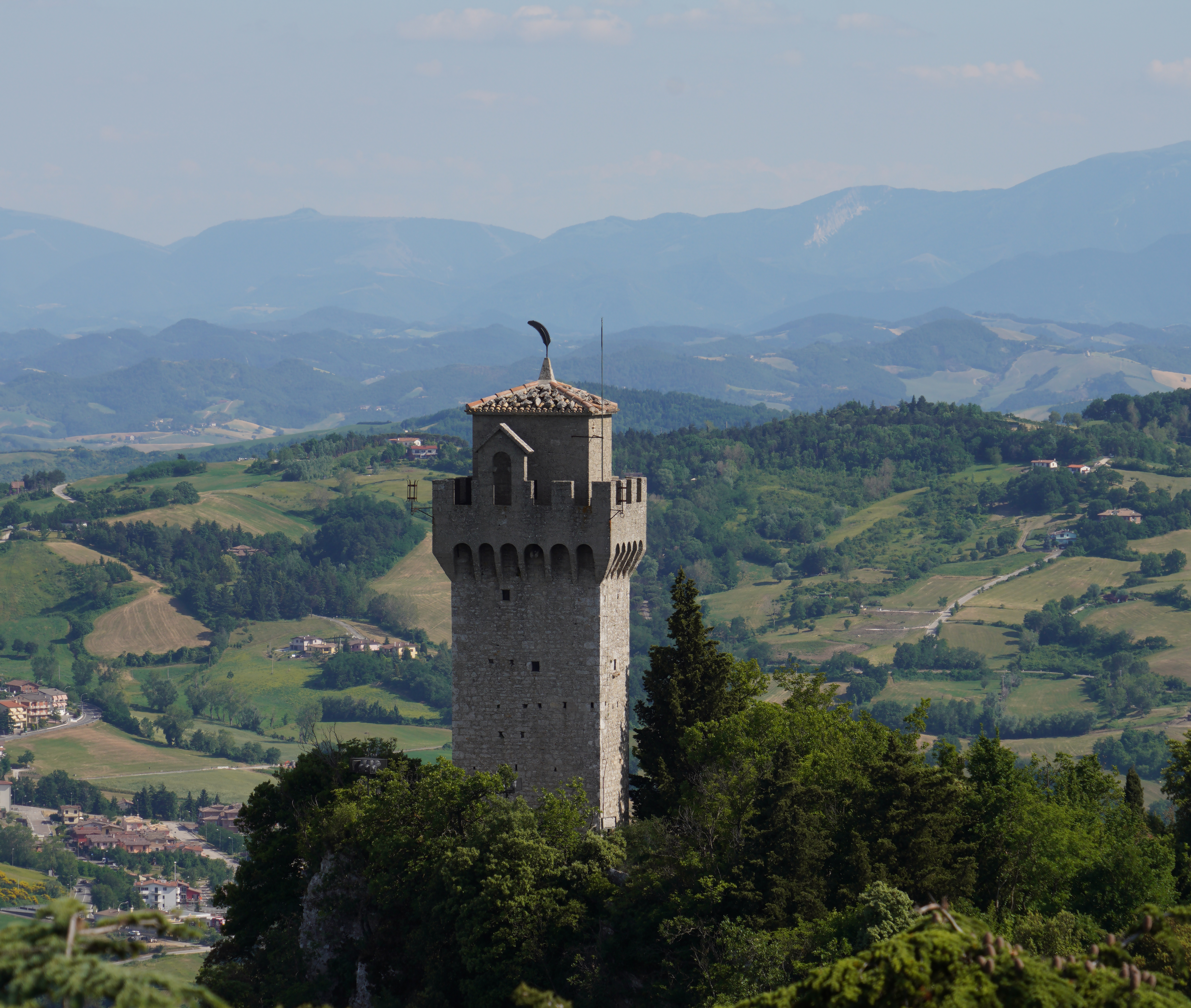
Tháp Montale